# Patalamon Mesa
Die Patalamon Mesa ist ein rund 700 m hoher Berg mit abgeflachtem Gipfel auf der westantarktischen James-Ross-Insel. Er ragt westlich des Hidden Lake im westlichen Teil der Insel auf.
Das UK Antarctic Place-Names Committee benannte ihn 1987 in Anlehnung an die Benennung des benachbarten Kerick Col nach Patalamon, Sohn des Robbenjägers Kerick Booterin aus Rudyard Kiplings Geschichte Die weiße Robbe in Das Dschungelbuch aus dem Jahr 1894.